# Inishbofin (Galway)
Pour les articles homonymes, voir Inishbofin.
Inishbofin (Inis Bó Finne en irlandais, soit l'île de la vache blanche) est une île irlandaise du comté de Galway située à 8 km de la côte du Connemara.
Elle ne doit pas être confondue avec l'île du même nom située dans le comté de Donegal.
Longue de 5,5 km et large de 3 km, elle possède une population d'environ 200 habitants. Elle peut être rejointe en navette à partir du port de Cleggan. Les principales activités de l'île sont aujourd'hui le tourisme, l'agriculture et la pêche.

## Histoire
En 664, après sa défaite au synode de Whitby, Colman, abbé de Lindisfarne, quitte la Northumbrie avec de nombreux moines gaels et angles. Il vient ici fonder un nouveau monastère, en 668. Il y meurt, le 8 août 675. 
À la suite de la prise de l'île par l'armée de Cromwell en 1652 dans le cadre de la conquête de l'Irlande, celle-ci fut utilisée comme prison pour prêtres et clercs catholiques.
Au XIXe siècle, les habitants de l'île vivaient essentiellement de la pêche.
Au XIXe siècle, la forêt de l'île fut entièrement décimée, et il ne resta plus aucun arbre car tous furent coupés pour du chauffage et ne purent se réimplanter seuls à cause de la forte salinité des sols.

## Transports
L'île est accessible en ferry au départ du petit port de Cleggan.

## Musique traditionnelle
Les nombreuses sessions de musique traditionnelle font la réputation d'Inishbofin au même titre que le sable très blanc des plages, les moutons, les poulets et les lapins de la lande ou encore l'absence d'arbres.